# Roman Scipio del Campo
Roman Scipio del Campo (ur. 25 sierpnia 1877) – polski inżynier. Był potomkiem włoskiej rodziny Scipio del Campo.
Został odkrywcą pokładów alabastru na terenie Kańczugi, jedynych w Europie Wschodniej i (od 1928 roku) budowniczym kopalni w Łopuszce Wielkiej. Wydobywany tutaj alabaster wykorzystywany był m.in. do renowacji stiuków w katedrze wawelskiej.

## Życiorys
Syn Karola Scipio del Campo i Karoliny Weigel.
Ożenił się w 1908 z Zofią Ziembicką (1884–1970). W 1909 urodził się mu syn – Andrzej, a rok potem w 1910 córka Zofia i 14 maja 1918 we Lwowie druga córka Katarzyna.
Dziedziczył dobra w Łopuszce Wielkiej koło Kańczugi. W Łopuszce znajduje się wzniesiona z końcem XIX neogotycka kaplica nagrobna jego rodu, według projektu Karola Stryjeńskiego.

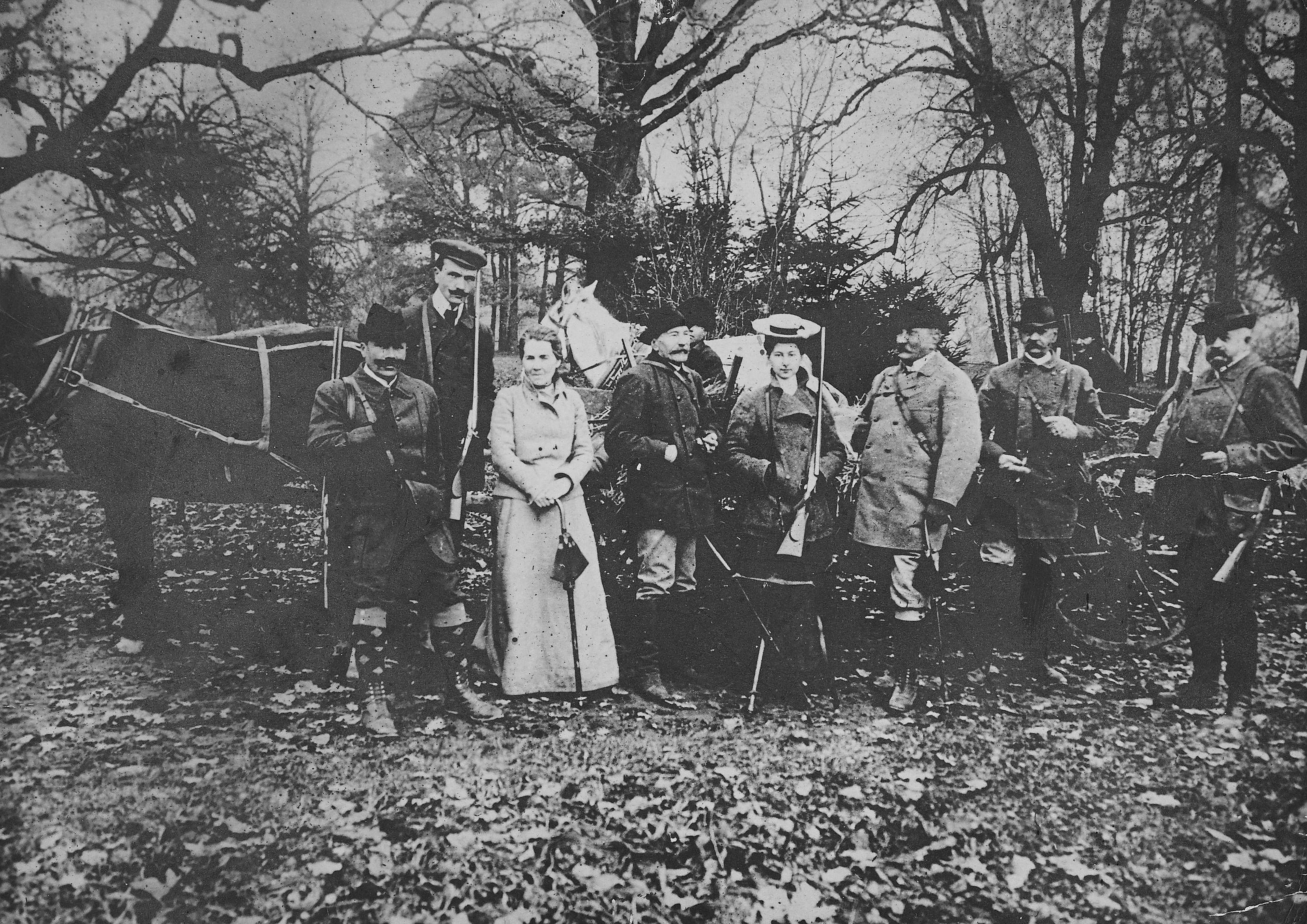
Od lewej: Piotr Łastowiecki, hr. Roman Scipio, P. Gaillard, Władysław Bzowski, Karolina Przedrzymirska, Eustachy Wolski, Stefan Borck-Prek, Teofil Żurowski (Pantalowice przed 1904).

W latach 1938–1939 był wiceprezesem, a w latach 1946–1957 sekretarzem Towarzystwa Przyjaciół Sztuk Pięknych.